# Калиница
Калиница (грч. Καλή, Кали) је насељено место у општини Вртикоп у периферији Средишња Македонија, Грчка. Према попису из 2021. године било је 1.222 становника.
Према бугарском географу и историчару, Василу Канчову, у Калимици је 1900. године живело 700 Турака и 140 Словена хришћана. Године 1924. турско становништво је принудно исељено у Турску а на њихово место је насељено 843 грчких избеглица из Турске. На попису из 1940. године Калиница је имала 1.206 становника, од чега су Грци већина.